# 4.º Regimiento de Marines
El 4.º Regimiento de Marines (en inglés 4th Marine Regiment) es un regimiento de infantería del Cuerpo de Marines de Estados Unidos. Tiene su base en Camp Schwab, Okinawa, Japón y forma parte de la 3.ª División de Marines de la III Fuerza Expedicionaria de Marines

## Unidades subordinadas
En la actualidad cada uno de los tres batallones forman parte de otros regimientos de los Marines, encuadrados en la 1.ª División de Marines
- Compañía de Cuartel General
- 1.er Batallón, 4.º Regimiento agregado al 1.er Regimiento de Marines
- 2.º Batallón, 4.º Regimiento, agregado al 5.º Regimiento de Marines
- 3.er Batallón, 4.º Regimiento agregado al 7.º Regimiento de Marines

## Historia

### Primeros años
El 4.º Regimiento de Marines fue activado por primera vez el 16 de abril de 1914 en Puget Sound, Washington, bajo el mando del coronel Joseph Henry Pendleton. Esta activación fue un resultado directo del deterioro de las relaciones entre los Estados Unidos y México. El 21 de abril, el Presidente Woodrow Wilson ordenó a las Fuerzas Navales dirigirse a Veracruz. Poco después de su activación, el 4.º Regimiento se embarcó en el USS South Dakota y se dirigió a San Francisco. A su llegada, fue reforzado con cuatro compañías (la 31.ª, 32.ª, 34.ª y 35.ª).
Llegaron al puerto de Acapulco el 28 de abril. Algunos de los refuerzos llegaron a Mzatlan una semana y media más tarde. Durante los meses de mayo y junio los marines se mantuvieron a la espera de un posible desembarco, sin embargo, a finales de junio las tensiones entre Estados Unidos y México habían disminuido. Días después el 4.º Regimiento se retiró de aguas mexicanas, concluyendo su primera expedición en Latinoamérica, y regresaron a su nueva base en San Diego, California. Hasta febrero de 1916, el 4.º Regimiento llevó a cabo varias misiones frente a las costas de México. Sin embargo en ninguna de esas misiones desembarcaron los marines.
En la primavera de 1916, estalló una guerra civil en la República Dominicana. Las fuerzas estadounidenses fueron enviadas a sofocar el peligro que representa para los estadounidenses y otros extranjeros allí. Cuando los estadounidenses llegaron a las costas los rebeldes se retiraron de Santo Domingo, la capital, y establecieron la sede de su gobierno en Santiago. Las fuerzas estadounidenses pidieron refuerzos y el 4.º Regimiento fue enviado a la zona. Salieron de San Diego el 6 de junio, hasta Nueva Orleáns, donde tres días más tarde embarcaron en el USS Hancock rumbo a la República Dominicana, permaneciendo en ese país hasta 1924, año en el regresaron a San Diego.
En 1926 fueron asignados a la guardia del correo en el oeste de Estados Unidos.
A principios de 1927, fueron desplegados en Shanghái, China. Se le encargo la protección de las vidas y propiedades de los estadounidenses. Su estancia, durante los 14 años que permanecieron en China, fue relativamente pacífica, exceptuando algunos periódicos brotes de desorden interno. El 28 de noviembre de 1941 zarparon rumbo a Filipinas.

### Segunda Guerra Mundial
El 1 de diciembre de 1941, llegaron a Filipinas y fueron asignados a la protección de las estaciones navales de Olongapo y Mariveles. Con el desembarco de las tropas japonesas en Luzon y Corregidor, los Marines fueron puestos bajo el control del Ejército de Estados Unidos. En los siguientes cuatro meses el regimiento pasó de contar con dos batallones a tener cinco. El 22 de diciembre de 1941, con los hombres del Cuartel de los Marines de Olonpago, se completan el 1.er y 2.º Batallón, de tres compañías de fusileros con tres pelotones cada una, el 1.er Batallón de Defensa Especial de Cavite, se convierte en el 3.er Batallón.
El 4.º Regimiento es enviado a Corregidor, donde el 10 de abril de 1942, se le añade el 4.º Batallón integrado por personal de la Armada de Estados Unidos, que había servido previamente en la Batalla de Bataan como Batallón Provisional de la Armada.
Cuando los japoneses derrotaron a las fuerzas aliadas en Bataan el 9 de abril de 1942, se dirigieron hacía la Isla de Corregidor. La isla era esencial para las fuerzas japonesas, ya que era el último obstáculo en la bahía de Manila, conocida como el mejor puerto en el Oriente.
El 4.º Regimiento, que ocupaba la isla, estaba compuesto por tropas estadounidenses, pero más de la mitad eran del Ejército y de la Armada sin una formación de combate terrestre, y 142 organizaciones filipinas diferentes, con unos 4000. Aproximadamente 1500 hombres del Ejército estadounidense y de los Philippine Scouts reforzaron al personal del regimiento durante la defensa de Corregidor.
El 5 de mayo, los soldados japoneses desembarcaron en la isla y se enfrentaron a la feroz resistencia de la artillería de estadounidenses y filipinos, pero poco a poco loa japoneses fueron venciendo esa resistencia y finalmente superar a las baterías de artillería del regimiento.
Al día siguiente, el teniente general Jonathan Wainwright, comandante de las fuerzas de EE. UU. en las Filipinas se rindió. El 4.º Regimiento, casi fue destruido, solo uno pocos sobrevivieron. El regimiento fue disuelto en contra de su voluntad. El comandante de los marines ordenó quemar sus colores antes de que fueran evacuados.
El 1 de febrero de 1944, cuatro batallones de los Marine Raiders se fusionaron y se restableció el 4.º Regimiento de Marines, con el nombre y los honores del regimiento original perdido en las Filipinas en 1942. El 1.er, 4.º y 3.er Batallón Raider respectivamente, se convirtieron en 1.er, 2.º y 3.er Batallón, 4.º Regimiento. El 2.º Batallón Raider se convirtió en la compañía de armas. El 4.º Regimiento. junto con el 22.º Regimiento de Marines y el 29.º Regimiento de Marines, fue asignado a la 6.ª División de Marines y luchó en Guam y Okinawa. Tras la rendición japonesa, ocuparon la base naval de Yokusoka.

### Postguerra
En enero de 1946, son enviados a Tsingtao, China permaneciendo allí hasta marzo de ese mismo año. El 3 de septiembre, participaron en la ocupación del norte de China. Ese mismo año con la desactivación de la 6.ª División de Marines son asignado a la 1.ª División de Marines.
El 17 de octubre de 1949 fueron desactivados.
El 2 de septiembre de 1952, el 4.º Regimiento es reactivado en Camp Pendleton, California y asignado a la 3.ª División de Marines. En 1953 fueron desplegados en Camp Nara, Japón, y permanecieron ahí hasta febrero de 1955, año en el que fueron reubicados en la Bahía de Kaneohe, Hawái y asignados a la 1.ª Provisional Marine Air-Ground Task Force.

### Guerra de Vietnam
En mayo de 1965, el regimiento es desplegado en la Vietnam del Sur, y asignado de nuevo a la 3.ª División de Marines.
El 4.º Regimiento, sirvió como parte de la 3.ª División de Marines, en el marco de la III Marine Amphibius Force, en el I Cuerpo survietnamita. Desembarcaron cerca de Chu Lai. Instalaron su primer Cuartel General en Đà Nẵng, en 1966 fue trasladado a Phu Bai. En 1967 el regimiento fue enviado a Đông Hà, en la Zona desmilitarizada. Allí, el regimiento participó en numerosas operaciones en la provincia de Quảng Trị desde el Mar de la China Meridional a la frontera de Laos a lo largo de la mitad sur de la zona desmilitarizada. Durante este período de tiempo los marines también proporcionaron seguridad durante la construcción de la Línea McNamara. Algunas de las principales operaciones en las que participó el 4.º Regimiento fueron la, Operación Starlite, la Operación Hastings y la Operación Prairie. Entre 1967 y 1968 participan en las operaciones Prairie IV, Hickory, Kingfisher, y Kentucky. Las dos unidades principales a las que se enfrentaron durante estos años fueron la 324.ª y la 32.0.ª División norvietnamita. La mayor parte del regimiento dejó Vietnam en noviembre de 1969, son enviados a Camp Hansen, Okinawa, pero algunos marines participaron en las evacuaciones de abril de 1975. Durante su estancia en Vietnam 11 Marines recibieron la Medalla de Honor.

### Post Vietnam
En abril de 1979, se trasladan a Camp Schwab, Okinawa.
No sería hasta abril de 1986, cuando volvería a entrar en acción. Marines del 4.º Regimiento participaron en la Operación El Dorado Canyon, un ataque a Libia en represalia por el atentado con bombas en un discoteca de Berlín, en el que murieron 3 militares estadounidenses y una mujer de origen turco, Además resultaron heridas 230 personas, 50 de ellas estadounidenses.
Entre los meses de mayo y agosto de 1990, participaron en la Operación Sharp Edge en Liberia. Una operación de evacuación de civiles, que se encontraban en medio de una guerra civil.
Ese mismo año participan en al Operación Escudo del Desierto. Y en 1991 en la Operación Tormenta del Desierto.
Desde entonces hasta la actualidad el 4.º Regimiento ha participado en numerosos ejercicios conjuntos en Asia y Oriente Medio.
El actual 4.º Regimiento lleva el honor y el linaje de todos los regimientos antiguos.

## Condecoraciones del Regimiento
| Medalla | Nombre                                           | Año                                             | Información adicional                                                             |  |
| ------- | ------------------------------------------------ | ----------------------------------------------- | --------------------------------------------------------------------------------- |  |
|         | Navy and Marine Corps Presidential Unit Citation | 1945, 1965-1967                                 | Okinawa, Guerra de Vietnam                                                        |  |
| con     | Presidential Unit Citation                       | 1941-1942                                       | Islas Filipinas                                                                   |  |
| con     | Navy Unit Commendation                           | 1944, 1975, 1990-1991, 2002-2003                | Guam, Vietman, Sudeste Asiático, Pacífico Occidental                              |  |
|         | Mexican Service Medal                            |                                                 |                                                                                   |  |
|         | Dominican Campaign Medal                         |                                                 |                                                                                   |  |
| con     | Marine Corps Expeditionary Medal                 |                                                 |                                                                                   |  |
|         | World War I Victory Medal                        |                                                 |                                                                                   |  |
|         | Yangtze Service Medal                            |                                                 |                                                                                   |  |
| con     | China Service Medal                              |                                                 |                                                                                   |  |
| con     | American Defense Service Medal                   | 1941                                            | Segunda Guerra Mundial                                                            |  |
| con     | Asiatic-Pacific Campaign                         |                                                 |                                                                                   |  |
|         | Medalla de Victoria Segunda Guerra Mundial       | 1941-1945                                       | Guerra del Pacífico                                                               |  |
|         | Medalla de Servicio de Ocupación de la Armada    |                                                 |                                                                                   |  |
| con     | National Defense Service Medal                   | 1950-1954, 1961-1974, 1990-1995. 2001- presente | Guerra de Corea, Guerra de Vietnam, Guerra del Golfo, Guerra contra el terrorismo |  |
|         | Korean Service Medal                             |                                                 |                                                                                   |  |
|         | Armed Forces Expeditionary Medal                 |                                                 |                                                                                   |  |
| con     | Vietnam Service Medal                            |                                                 |                                                                                   |  |
| con     | Southwest Asia Service Medal                     |                                                 |                                                                                   |  |
|         | Global War on Terrorism Service Medal            | 2001- presente                                  |                                                                                   |  |
|         | Philippine Defense Medal                         | 1941-1942                                       | Islas Filipinas                                                                   |  |
|         | Philippine Republic Presidential Unit Citation   |                                                 |                                                                                   |  |
|         | Vietnam Gallantry Cross                          |                                                 |                                                                                   |  |